# Маріо Факко
Маріо Факко (італ. Mario Facco; 23 січня 1946, Мілан — 31 серпня 2018, Фреджене, Фіумічіно) — італійський футболіст, що грав на позиції захисника. По завершенні ігрової кар'єри — тренер.
Виступав, зокрема, за клуби «Інтернаціонале» та «Лаціо», а також молодіжну збірну Італії. Дворазовий чемпіон Італії. Володар Міжконтинентального кубка.

## Клубна кар'єра
У дорослому футболі дебютував 1965 року виступами за «Інтернаціонале», в якому провів три сезони, взявши участь лише в одному матчі чемпіонату. За цей час виборов титул чемпіона Італії та став переможцем Міжконтинентального кубка.
Своєю грою за цю команду привернув увагу представників тренерського штабу клубу «Лаціо», до складу якого приєднався влітку 1968 року. У першому сезоні він виграв з командою Серію В і вийшов до вищого дивізіон, провівши наступні два роки з клубом в Серії А. У сезоні 1971-72 клуб знову змушений був грати у Серії В, але відразу повернувся в еліту і у сезоні 1973-74 команда вперше в історії стала чемпіоном Італії. Незабаром після цього, програвши конкуренцію Серджіо Петреллі, Факко покинув клуб. Всього за «біло-блакитних» він провів шість сезонів своєї ігрової кар'єри і Більшість часу був основним гравцем захисту команди.
Протягом 1974—1977 років захищав кольори «Авелліно» у Серії В, де бів основним гравцем і капітаном команди.
Завершив професійну ігрову кар'єру у «Пармі», за яку виступав протягом сезону 1977-78 років у Серії С.
В цілому Факко зіграв за кар'єру 67 матчів і забив 2 голи в Серії А, а також 164 матчів і 5 голів у Серії В.

## Виступи за збірну
1966 року провів один матч у складі молодіжної збірної Італії.

## Кар'єра тренера
Після успішного прослуховування курсів для тренера в Коверчано, він почав свою тренерську кар'єру в молодіжній команді «Авелліно» в 1980 році.
У сезоні 1981-82 Маріо очолив «Сквінцано», який врятував від вильоту в Серію D. Після цього молодий фахівець працював по сезону з «Фрозіноне» в Серії С2, (5 місце), «Салернітаною» в Серії С1 (8 місце), «Барлеттою» в Серії С1 (13 місце) та «Беневенто», з якого був звільнений по ходу сезону через перебування команди в хоні вильоту з Серії С1.
Перед сезоном 1986-87 він очолив «Тернану», що перед цим вилетіла з Серії С1 в Серію С2, із завданням повернути команду назад. Факко взяв до команди двох гравців «Лаціо» — ветерана Вінченцо Д'Аміко і молодого Паоло Ді Каніо. Проте команда закінчила сезон на третьому місці, що не давало можливість повернення до Серії С1. У наступному сезоні 1987-88 Маріо продовжив керувати командою, проте по ходу сезону через невисокі результати був звільнений..
1988 року став головним тренером команди «Вігор Ламеція» з Серії С2, але по ходу першого ж сезону 1988-89 покинув клуб.
Останнім місцем тренерської роботи Факко став клуб «Трапані», який Маріо Факко не врятував від вильоту з Серії С2 у 1990 році.
В подальшому став працювати спортивним коментатором на телеканалі Rai Sport та вести передачу на радіостанції Radiosei.

## Титули і досягнення
- Чемпіон Італії (2):

«Інтернаціонале»: 1965-66
«Лаціо»: 1973-74
- Володар Міжконтинентального кубка (1):

«Інтернаціонале»: 1965
- Переможець Серії В (1):

«Лаціо»: 1968-69
- Володар Кубка Альп (1):

«Лаціо»: 1971